# Kumaka
Kumaka − wieś w Gujanie, w regionie Wschodnie Berbice-Corentyne. Według danych szacunkowych na rok 2008 liczy 1639 mieszkańców.